# Sons and Fascination
Sons and Fascination är det fjärde albumet av Simple Minds, utgivet i september 1981. Det innehöll ursprungligen även bonus-LP:n "Sister Feelings Call" som senare gavs ut separat. Vid CD-utgivningarna har dock albumen slagits ihop igen. Från albumen släpptes The American, Love Song och Sweat in Bullet som singlar. Det blev gruppens första kommersiella framgång med 11:e plats på brittiska albumlistan, 7:e plats på nyzeeländska albumlistan och 4:e plats på Sverigetopplistan.

## Tillkomst
Efter tre album med John Leckie ville gruppen prova att samarbeta med en ny producent. Efter att ha övervägt Todd Rundgren, Martin Rushent och Steve Lillywhite, vilka antingen var för dyra att anlita eller upptagna, föll valet på Steve Hillage från Gong som delade gruppens förkärlek för krautrock. Inspelningen föregicks av demoinspelningar av fem nya låtar, Careful in Career, The American, Life in Oils, Sweat in Bullet och Love Song, vilka senare gavs ut i samlingsboxen Silver Box (2004), och påbörjades direkt efter en kortare klubbturné i USA och Kanada där flera av dessa låtar också testades inför publik. Gruppen spelade in femton låtar till albumet men kunde inte bestämma sig för vilka som skulle ratas och började därför tänka på att göra ett dubbelalbum, vilket dock inte riktigt lyckades. Senare sade sångaren Jim Kerr: "I efterhand tror jag att vi försökte åstadkomma det omöjliga. Vi ville spela in ett dubbelalbum på en budget för ett enkelt. Vi hade så många idéer och tyckte att alla var användbara. Så vi beslutade att spela in allt, vilket slutade med en stor röra, en veritabel mardröm." Situationen resulterade i mycket stress och spänningar och massor av inspelat material. Under det hektiska slutarbetet tog budgeten slut, Virgin Records ville inte utöka den och Steve Hillage drabbades dessutom av hjärtproblem. Trots att några av låtarna inte var färdigmixade togs de med på Sister Feelings Call som gavs ut som en bonus-LP tillsammans med Sons and Fascination.

## Singlar
Albumet föregicks av singeln The American som släpptes i maj 1981 och blev en mindre framgång på brittiska singellistan. Den andra singeln Love Song, utgiven en månad innan albumet, placerade sig ännu högre på listan och blev något av gruppens kommersiella genombrott i flera länder. Som tredje singel utgavs Sweat in Bullet, ommixad av Peter Walsh, som senare anlitades som producent till gruppens nästa album New Gold Dream (81-82-83-84).

## Mottagande och omdömen
Tidningen Sounds rankade Sons and Fascination/Sister Feelings Call på 18:e plats på sin lista över 1981 års bästa album. Den svenska musiktidningen Schlager rankade det som det 4:e bästa albumet 1981 och tidningen Mojo som ett av 1980-talets 80 bästa album. År 2007 placerade The Guardian det på sin lista över "1000 Albums To Hear Before You Die".

## Turné
Albumet följdes av en europaturné i början av 1982. 19 februari spelade Simple Minds på Kåren i Göteborg, dagen efter i Stockholm på Underground. 24 juli återbesökte man Sverige och spelade på Rockslaget i Karlshamn.

## Låtförteckning
Sons and Fascination
Sida A:
1. "In Trance as Mission" - 6:50
2. "Sweat in Bullet" - 4:30
3. "70 Cities as Love Brings the Fall" - 4:48
4. "Boys From Brazil" - 5:30

Sida B:
1. "Love Song" - 5:03
2. "This Earth That You Walk Upon" - 5:26
3. "Sons and Fascination" - 5:23
4. "Seeing out the Angel" - 6:11

Sister Feelings Call
Sida A:
1. "Theme for Great Cities" - 5:50
2. "The American" - 3:49
3. "20th Century Promised Land" - 4:53

Sida B:
1. "Wonderful in Young Life" - 5:20
2. "League of Nations" - 4:55
3. "Careful in Career" - 5:08
4. "Sound in 70 Cities" - 5:01

CD-utgåva 2002
1. "In Trance as Mission" - 6:50
2. "Sweat in Bullet" - 4:30
3. "70 Cities as Love Brings the Fall" - 4:48
4. "Boys From Brazil" - 5:30
5. "Love Song" - 5:03
6. "This Earth That You Walk Upon" - 5:26
7. "Sons and Fascination" - 5:23
8. "Seeing out the Angel" - 6:11
9. "Theme for Great Cities" - 5:50
10. "The American" - 3:49
11. "20th Century Promised Land" - 4:53
12. "Wonderful in Young Life" - 5:20
13. "League of Nations" - 4:55
14. "Careful in Career" - 5:08
15. "Sound in 70 Cities" - 5:01

En tidigare CD-utgåva saknar "League of Nations" och "Sound in 70 Cities" av utrymmesskäl.

## Medverkande
- Gitarrer – Charlie Burchill
- Basgitarrer – Derek Forbes
- Trummor – Brian McGee
- Keyboards – Michael MacNeil
- Sång – Jim Kerr
- Bakgrundssång  ("Next" Chorus) – Ken Lockie, Jacqui
- Producent – Steve Hillage
- Ljudtekniker (Farmyard Studios) – Hugh Jones
- Ljudtekniker (Regent Park Studios) – Alan Jakoby
- Omslagsdesign – Malcolm Garrat, Assorted iMaGes
- Polaroidfoton – Sheila Rock